# 全國高等學校文化聯盟
公益社團法人全國高等學校文化聯盟（日语：公益社団法人全国高等学校文化連盟），簡稱全國高文聯，是日本實施以全國高等學校綜合文化祭為首之藝術文化活動相關工作與研修會、講習會、調查、研究等的公益法人。其正會員團體由47個都道府縣高等學校（藝術）文化聯盟與19個全國專門部組成。聯盟依靠正會員團體、協贊會員、法人贊助會員、個人贊助會員的會費營運。